# 短颖鹅观草
短颖鹅观草（学名：Roegneria breviglumis Keng）是一种禾本科植物。这种植物分布于中国四川、青海、新疆和西藏等省区。